# هامیانگ
هامیانگ (به لاتین: Hamyang County) یک منطقهٔ مسکونی در کره جنوبی است که در استان گیونگ‌سانگ جنوبی واقع شده‌است. هامیانگ ۷۲۵٫۰۳ کیلومتر مربع مساحت و ۴۰٬۶۹۲ نفر جمعیت دارد.